# Alfred Eckhardt
Alfred Eckhardt (* 20. November 1911 in Düsseldorf; † 1988 ebenda) war ein deutscher Maler, Keramiker und Restaurator.

## Leben
Eckhardt war zunächst Schüler der Düsseldorfer Kunstschule von Hans Carp. Von 1938 bis 1940 und von 1947 bis 1952 studierte er an der Kunstakademie Düsseldorf. Dort war anfangs der Landschaftsmaler Wilhelm Schmurr sein Lehrer. Auch die Malschule von Jo Strahn in Düren besuchte er. Nach dem Zweiten Weltkrieg war er Schüler von Werner Heuser, Wilhelm Herberholz sowie Theo Champion. Er wurde Meisterschüler von Herberholz.
Als junger Künstler malte er konventionelle Figuren- und Landschaftsbilder im Stil der späten Düsseldorfer Schule. Nach dem Krieg schuf er abstrakte und geometrische Kompositionen. Auch im Bereich der angewandten Kunst war er tätig.
Seit den 1950er Jahren Dozent an der Düsseldorfer Akademie lehrte er dort von 1961 bis 1977 als Professor für Zeichnung und Maltechnik. Er war Mitglied des Künstlervereins Malkasten in Düsseldorf sowie der Bochumer Künstlergruppen „FABO“ und „Kreis 60“.